# Момот (птах)
Момот (Momotus) — рід сиворакшоподібних птахів родини момотових (Momotidae). Включає 7 видів.

## Поширення
Рід поширений в Центральній та Південній Америці від півдня Мексики до Північної Аргентини. Момоти живуть у тропічних та субтропічних низовинних дощових лісах.

## Опис
Середніх розмірів птахи. Тіло завдовжки 40-45 см і вагою 100—150 г. Найменший вид, Momotus mexicanus, має довжину тіла близько 30-35 см, а найбільший, Momotus aequatorialis, — близько 48 см. Статура струнка. Хвіст довгий, ступінчастий. Два кермових пера видовжені і закінчуються «прапорцями». Забарвлення всіх видів схоже. У більшості видів спина, крила і хвіст забарвлені в зелений або бірюзово-зелений колір. Черево може бути жовтого, жовто-помаранчевого або світло-зеленого кольору. У Momotus mexicanus верхня частина голови і задня частина шиї рудо-коричневі. У решти видів верхня частина голови блакитна або блакитна з синім кільцем і чорною маківкою. У всіх видів є чорна «маска», яка розташовується в області очей і дзьоба, а на горлі є невелика кількість чорного пір'я, яке утворює крапчастий візерунок. Очі червоні. Дзьоб чорний і міцний. Статевий диморфізм не виражений.

## Спосіб життя
Добре літають. Тримаються в заростях чагарників або в нижньому ярусі лісу. Годуються різними комахами, збирають їх з листя і гілок, або ловлять, злітаючи із засідки. Іноді ловлять дрібних ящірок і змій, дрібних горобиних птахів. Їдять плоди. Утворюють моногамні пари. Гніздяться в норах, які риють в обривах струмків і лісових ярів (довжина нір досягає 2-3 м). У кладці 3, рідко 4 блискучих білих яйця. Насиджують 17-21 день. Пташенята залишаються в гнізді близько місяця.

## Види
- Момот великий (Momotus aequatorialis)
- Момот тринідадський (Momotus bahamensis)
- Momotus coeruliceps
- Momotus lessonii
- Момот мексиканський (Momotus mexicanus)
- Момот чорнощокий (Momotus momota)
- Момот іржасточеревий (Momotus subrufescens)